# Международная федерация спортивного ориентирования
Международная федерация спортивного ориентирования (ИОФ, англ. International Orienteering Federation, сокращённо — IOF) — международная спортивная организация, объединяющая национальные федерации по спортивному ориентированию. Штаб-квартира ИОФ находится в шведском городе Карлстаде. В 1977 году ИОФ была признана Международным олимпийским комитетом.

## История

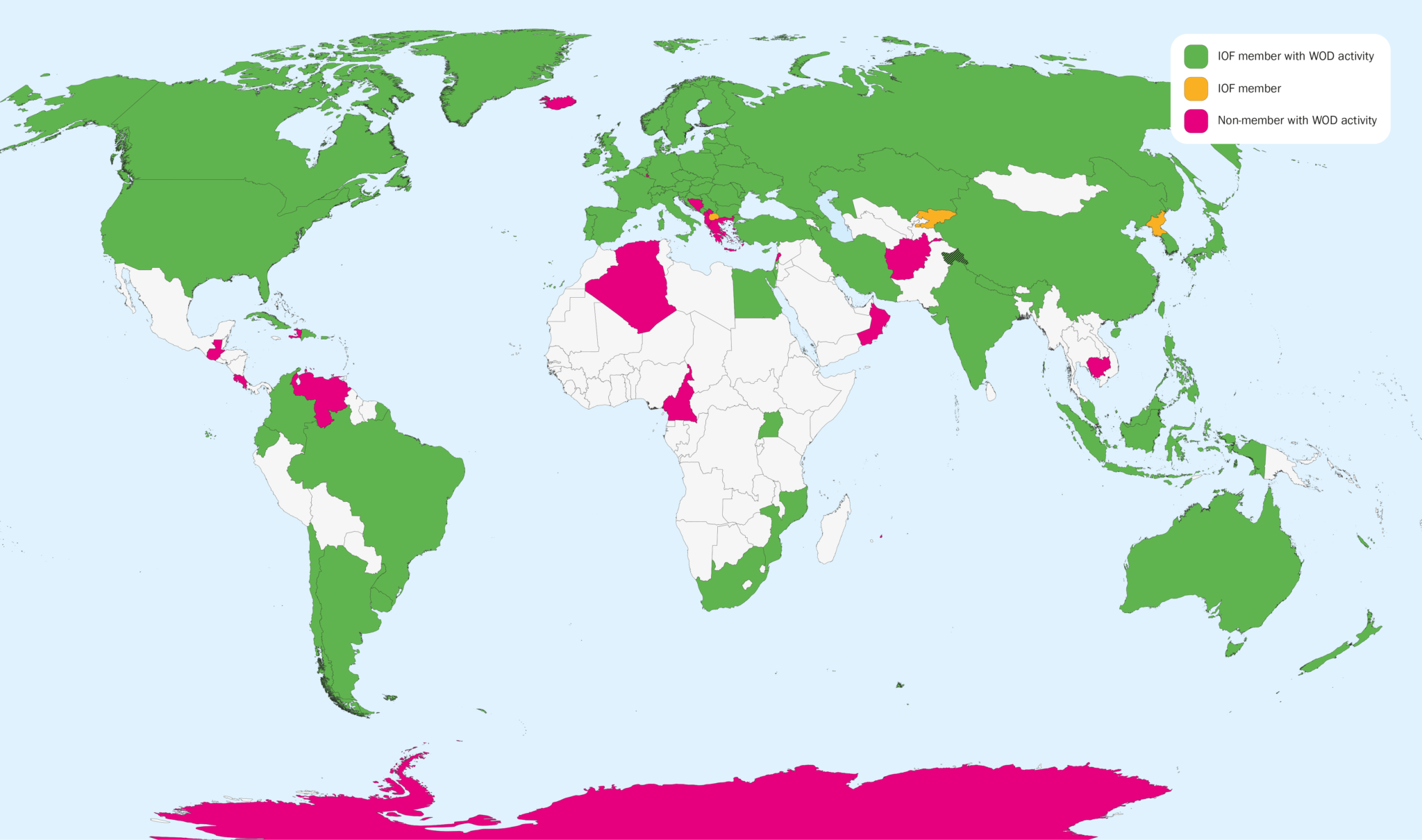
Страны-члены ИОФ на январь 2020 года

Международная федерация спортивного ориентирования была основана 21 мая 1961 года на конгрессе в Копенгагене. Первыми членами федерации стали 10 европейских стран — Болгария, Венгрия, ГДР, Дания, Норвегия, Финляндия, ФРГ, Чехословакия, Швейцария и Швеция.

## Членство
Членами федерации являются страны всех континентов. В январе 2016 года общее число членов составляло 80, за период с 1990 по 2010 год число членов ИОФ удвоилось. Интенсивное развитие спортивного ориентирования происходит в Азии, Южной и Центральной Африке.
По состоянию на январь 2023 года в ИОФ входят 75 членов — национальных федераций (68 постоянных и 7 предварительных), из 6 географических регионов.
Предварительное членство даётся федерации на ограниченное время с возможностью дальнейшего продления. За это время представитель ИОФ (консул) оценивает насколько интенсивно идёт развитие вида спорта в стране и следующий конгресс принимает решение о продлении членства.

### Азия
16 членов (15 постоянных и 1 предварительный)
| - Гонконг - Индия - Индонезия - Иран | - Казахстан - Кыргызстан - Китай - Китайский Тайбей | - Малайзия - Непал - Северная Корея - Сингапур | - Таиланд - Филиппины - Южная Корея - Япония |

### Африка
4 члена (3 постоянных и 1 предварительный)
| - Египет - Маврикий | - Мозамбик - ЮАР |

### Европа
40 членов (39 постоянных и 1 предварительный)
| - Австрия - Азербайджан - Беларусь - Бельгия - Болгария - Великобритания - Венгрия - Германия | - Грузия - Дания - Израиль - Ирландия - Испания - Италия - Кипр - Латвия | - Литва - Лихтенштейн - Македония - Мальта - Молдова - Нидерланды - Норвегия - Польша | - Португалия - Россия - Румыния - Сербия - Словакия - Словения - Турция - Украина | - Финляндия - Франция - Хорватия - Черногория - Чехия - Швейцария - Швеция - Эстония |

### Океания
2 члена
| - Австралия | - Новая Зеландия |

### Северная Америка
6 членов (5 постоянных и 1 предварительный)
| - Барбадос - Доминикана | - Канада - Коста-Рика | - Куба - США |

### Южная Америка
8 членов (5 постоянных и 3 предварительных)
| - Аргентина - Бразилия | - Венесуэла - Колумбия | - Парагвай - Уругвай | - Чили - Эквадор |

### Количество членов ИОФ по годам
На диаграмме представлено общее число членов ИОФ, включая как постоянных, так и предварительных. 

## Структура

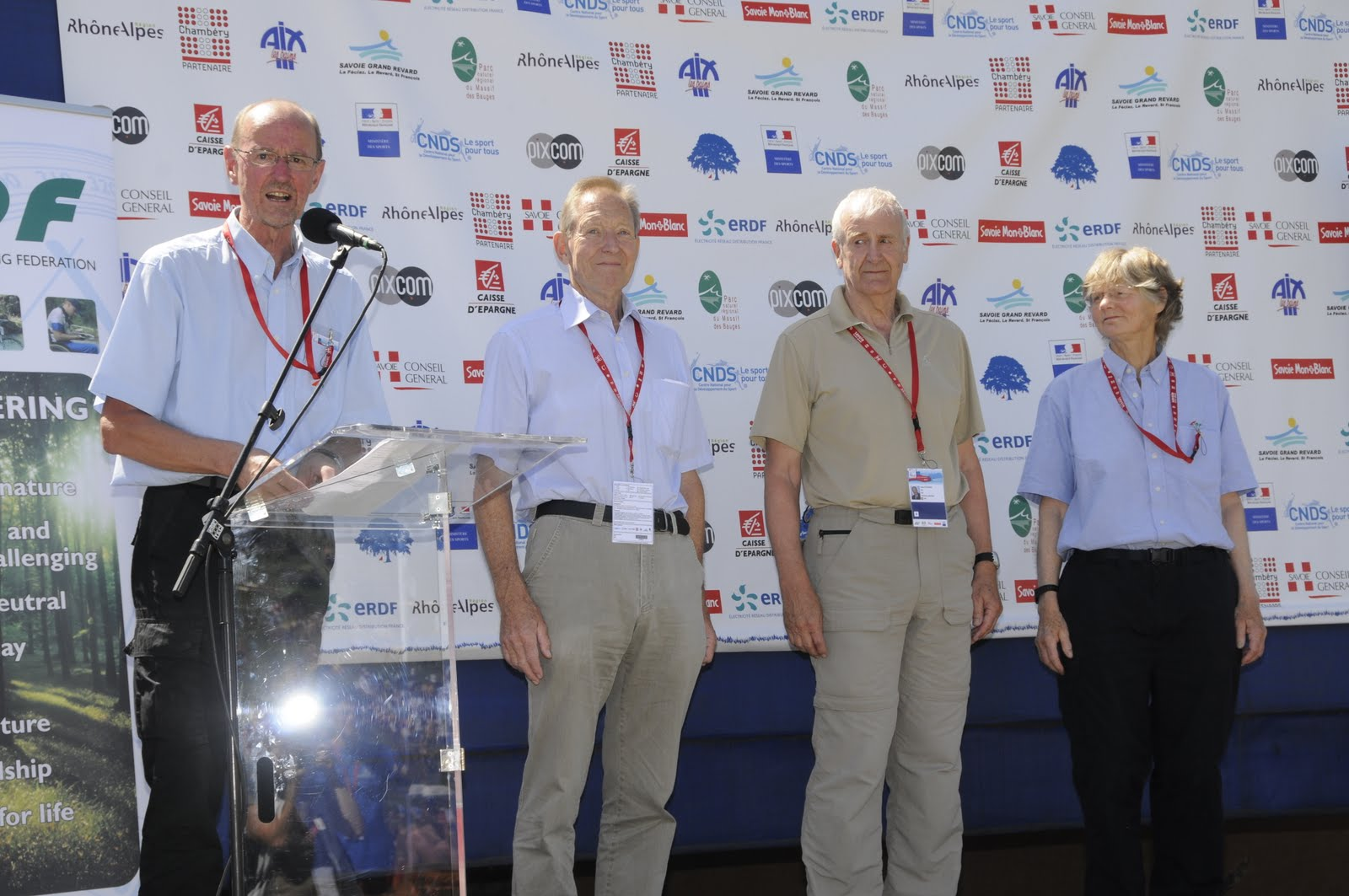
Президент ИОФ Оке Якобсон (слева) и бывшие президенты ИОФ Бенгт Зальтин, Хайнц Чудин и Сью Харвей на церемонии празднования 50-летия ИОФ, 19 августа 2011

В состав ИОФ входят постоянные комиссии, каждая из которых отвечает за развитие конкретного направления спортивного ориентирования. ИОФ является организатором многих международных соревнований по спортивному ориентированию, в том числе Чемпионата мира по спортивному ориентированию. 
Международная федерация спортивного ориентирования руководит развитием четырёх видов спортивного ориентирования:
- ориентирование бегом
- ориентирование на лыжах
- ориентирование на велосипедах
- ориентирование на точность (трейл ориентирование).

Президенты ИОФ
- Эрик Тобе (1961—1975)
- Лассе Хейдеман (1975—1982)
- Бенгт Зальтин (1982—1988)
- Хайнц Чудин (1988—1994)
- Сью Харвей (1994—2004)
- Оке Якобсон (2004—2012)
- Брайан Портеус (2012—2016)
- Лехо Халдна (2016—н. в.)